# リトル・ミス・サンシャインの受賞とノミネートの一覧
2006年のアメリカ合衆国の映画『リトル・ミス・サンシャイン』は多くの映画団体、映画祭、批評家協会からの受賞及びノミネートを得ている。本項目ではそれらを一覧にして記述する。

## 映画団体
| 主催                                     | 部門                                                         | 対象 | 結果       | 出典   |
| ---------------------------------------- | ------------------------------------------------------------ | --- | ---------- | ------ |
| アカデミー賞                             | 作品賞                                                       | 作品賞 | ノミネート | [ 1 ]  |
| アカデミー賞                             | 脚本賞                                                       | マイケル・アーント                                                                                           | 受賞       | [ 1 ]  |
| アカデミー賞                             | 助演男優賞                                                   | アラン・アーキン                                                                                             | 受賞       | [ 1 ]  |
| アカデミー賞                             | 助演女優賞                                                   | アビゲイル・ブレスリン                                                                                       | ノミネート | [ 1 ]  |
| アメリカ映画編集者協会                   | 長編映画編集賞（ミュージカル・コメディ部門）                 | パメラ・マーティン                                                                                           | ノミネート | [ 2 ]  |
| アメリカン・フィルム・インスティチュート | ムービー・オブ・ジ・イヤー                                   | ムービー・オブ・ジ・イヤー                                                                                   | 受賞       | [ 3 ]  |
| 英国アカデミー賞                         | 作品賞                                                       | 作品賞 | ノミネート | [ 4 ]  |
| 英国アカデミー賞                         | オリジナル脚本賞                                             | マイケル・アーント                                                                                           | 受賞       | [ 4 ]  |
| 英国アカデミー賞                         | 助演男優賞                                                   | アラン・アーキン                                                                                             | 受賞       | [ 4 ]  |
| 英国アカデミー賞                         | 助演女優賞                                                   | アビゲイル・ブレスリン                                                                                       | ノミネート | [ 4 ]  |
| 英国アカデミー賞                         | 助演女優賞                                                   | トニ・コレット                                                                                               | ノミネート | [ 4 ]  |
| 英国アカデミー賞                         | 監督賞                                                       | ジョナサン・デイトン&ヴァレリー・ファリス                                                                    | ノミネート | [ 4 ]  |
| セザール賞                               | 外国映画賞                                                   | 外国映画賞                                                                                                   | 受賞       | [ 5 ]  |
| 衣裳デザイナー組合                       | 衣装デザイン賞（コンテンポラリー映画部門）                   | ナンシー・スタイナー                                                                                         | ノミネート | [ 6 ]  |
| 全米監督協会賞                           | 映画監督賞                                                   | ジョナサン・デイトン&ヴァレリー・ファリス                                                                    | ノミネート | [ 7 ]  |
| GLAADメディア賞                          | 映画作品賞（拡大公開部門）                                   | 映画作品賞（拡大公開部門）                                                                                   | 受賞       | [ 8 ]  |
| ゴールデングローブ賞                     | 作品賞 (ミュージカル・コメディ部門)                          | 作品賞 (ミュージカル・コメディ部門)                                                                          | ノミネート | [ 9 ]  |
| ゴールデングローブ賞                     | 主演女優賞 (ミュージカル・コメディ部門)                      | トニ・コレット                                                                                               | ノミネート | [ 9 ]  |
| ゴッサム賞                               | アンサンブルキャスト賞                                       | グレッグ・キニア、スティーヴ・カレル、トニ・コレット、ポール・ダノ、アビゲイル・ブレスリン、アラン・アーキン | ノミネート | [ 10 ] |
| ゴッサム賞                               | ブレイクスルー賞                                             | アビゲイル・ブレスリン                                                                                       | ノミネート | [ 10 ] |
| グラミー賞                               | コンピレーションサウンドトラック賞（ビジュアルメディア部門） | マイケル・ダナ                                                                                               | ノミネート | [ 11 ] |
| インディペンデント・スピリット賞         | 作品賞                                                       | 作品賞 | 受賞       | [ 12 ] |
| インディペンデント・スピリット賞         | 第一回脚本賞                                                 | マイケル・アーント                                                                                           | 受賞       | [ 12 ] |
| インディペンデント・スピリット賞         | 助演男優賞                                                   | アラン・アーキン                                                                                             | 受賞       | [ 12 ] |
| インディペンデント・スピリット賞         | 助演男優賞                                                   | ポール・ダノ                                                                                                 | ノミネート | [ 12 ] |
| インディペンデント・スピリット賞         | 監督賞                                                       | ジョナサン・デイトン&ヴァレリー・ファリス                                                                    | 受賞       | [ 12 ] |
| アイリッシュ映画賞                       | インターナショナル作品賞                                     | インターナショナル作品賞                                                                                     | 受賞       | [ 13 ] |
| MTVムービー・アワード                    | 作品賞                                                       | 作品賞 | ノミネート | [ 14 ] |
| MTVムービー・アワード                    | ブレイクスルー演技賞                                         | アビゲイル・ブレスリン                                                                                       | ノミネート | [ 14 ] |
| ナショナル・ボード・オブ・レビュー       | トップテン作品                                               | トップテン作品                                                                                               | 受賞       | [ 7 ]  |
| 全米製作者組合                           | 劇場映画賞                                                   | マーク・タートルトーブ、デヴィッド・フレンドリー、ピーター・サラフ、アルバート・バーガー、ロン・イェルザ     | 受賞       | [ 15 ] |
| サテライト賞                             | 映画作品賞                                                   | 映画作品賞                                                                                                   | ノミネート | [ 16 ] |
| サテライト賞                             | 映画主演女優賞（ミュージカル・コメディ部門）                 | トニ・コレット                                                                                               | ノミネート | [ 16 ] |
| サテライト賞                             | 映画助演男優賞                                               | アラン・アーキン                                                                                             | ノミネート | [ 16 ] |
| サテライト賞                             | 映画助演女優賞                                               | アビゲイル・ブレスリン                                                                                       | ノミネート | [ 16 ] |
| サテライト賞                             | 主題歌賞                                                     | デヴォーチカ （「Til the End of Time」）                                                                     | ノミネート | [ 16 ] |
| 全米映画俳優組合賞                       | キャスト賞                                                   | グレッグ・キニア、スティーヴ・カレル、トニ・コレット、ポール・ダノ、アビゲイル・ブレスリン、アラン・アーキン | 受賞       | [ 17 ] |
| 全米映画俳優組合賞                       | 助演男優賞                                                   | アラン・アーキン                                                                                             | ノミネート | [ 17 ] |
| 全米映画俳優組合賞                       | 助演女優賞                                                   | アビゲイル・ブレスリン                                                                                       | ノミネート | [ 17 ] |
| ウーマンズ・イメージ・ネットワーク       | 映画主演男優賞                                               | グレッグ・キニア                                                                                             | ノミネート | [ 7 ]  |
| 全米脚本家組合賞                         | オリジナル脚本賞                                             | マイケル・アーント                                                                                           | 受賞       | [ 18 ] |

## 映画祭
| 主催                           | 部門                         | 対象                                      | 結果 | 出典   |
| ------------------------------ | ---------------------------- | ----------------------------------------- | ---- | ------ |
| ドーヴィル映画祭               | 特別大賞                     | 特別大賞                                  | 受賞 | [ 19 ] |
| パームスプリングス国際映画祭   | チャーマンズ・ヴァンガード賞 | チャーマンズ・ヴァンガード賞              | 受賞 | [ 20 ] |
| サン・セバスティアン国際映画祭 | 観客賞                       | 観客賞                                    | 受賞 | [ 7 ]  |
| シドニー映画祭                 | 作品賞（ワールドシネマ部門） | 作品賞（ワールドシネマ部門）              | 受賞 | [ 21 ] |
| 東京国際映画祭                 | 観客賞                       | 観客賞                                    | 受賞 | [ 22 ] |
| 東京国際映画祭                 | 女優賞                       | アビゲイル・ブレスリン                    | 受賞 | [ 22 ] |
| 東京国際映画祭                 | 監督賞                       | ジョナサン・デイトン&ヴァレリー・ファリス | 受賞 | [ 22 ] |

## 映画批評家協会
| 組織                                 | 部門                        | 対象 | 結果       | 出典   |
| ------------------------------------ | --------------------------- | --- | ---------- | ------ |
| ボストン映画批評家協会               | 新人映画製作者賞            | ジョナサン・デイトン&ヴァレリー・ファリス                                                                    | ノミネート | [ 7 ]  |
| クリティクス・チョイス・アワード     | 作品賞                      | 作品賞 | ノミネート | [ 7 ]  |
| クリティクス・チョイス・アワード     | コメディ映画賞              | コメディ映画賞                                                                                               | ノミネート | [ 7 ]  |
| クリティクス・チョイス・アワード     | アンサンブルキャスト賞      | グレッグ・キニア、スティーヴ・カレル、トニ・コレット、ポール・ダノ、アビゲイル・ブレスリン、アラン・アーキン | 受賞       | [ 7 ]  |
| クリティクス・チョイス・アワード     | 若手男優賞                  | ポール・ダノ                                                                                                 | 受賞       | [ 7 ]  |
| クリティクス・チョイス・アワード     | 若手女優賞                  | アビゲイル・ブレスリン                                                                                       | 受賞       | [ 7 ]  |
| クリティクス・チョイス・アワード     | 助演男優賞                  | アラン・アーキン                                                                                             | ノミネート | [ 7 ]  |
| クリティクス・チョイス・アワード     | 脚本賞                      | マイケル・アーント                                                                                           | 受賞       | [ 7 ]  |
| シカゴ映画批評家協会                 | 作品賞                      | 作品賞 | ノミネート | [ 23 ] |
| シカゴ映画批評家協会                 | オリジナル脚本賞            | マイケル・アーント                                                                                           | ノミネート | [ 23 ] |
| シカゴ映画批評家協会                 | 助演女優賞                  | アビゲイル・ブレスリン                                                                                       | ノミネート | [ 23 ] |
| シカゴ映画批評家協会                 | 助演女優賞                  | トニ・コレット                                                                                               | ノミネート | [ 23 ] |
| シカゴ映画批評家協会                 | 有望映画監督賞              | ジョナサン・デイトン&ヴァレリー・ファリス                                                                    | ノミネート | [ 23 ] |
| ダラス・フォートワース映画批評家協会 | 脚本賞                      | マイケル・アーント                                                                                           | 受賞       | [ 24 ] |
| アイオワ批評家協会                   | 助演女優賞                  | アビゲイル・ブレスリン                                                                                       | 受賞       | [ 15 ] |
| ロンドン映画批評家協会賞             | 作品賞                      | 作品賞 | ノミネート | N/A    |
| ロンドン映画批評家協会賞             | 脚本賞                      | マイケル・アーント                                                                                           | ノミネート | N/A    |
| ロサンゼルス映画批評家協会賞         | ニュー・ジェネレーション賞: | マイケル・アーント、ジョナサン・デイトン&ヴァレリー・ファリス                                                | 受賞       | [ 7 ]  |
| ロサンゼルス映画批評家協会賞         | 脚本賞                      | マイケル・アーント                                                                                           | ノミネート | [ 7 ]  |
| オンライン映画批評家協会             | 助演女優賞                  | アビゲイル・ブレスリン                                                                                       | 受賞       | [ 15 ] |
| オンライン映画批評家協会             | ブレイクスルー映画製作者賞  | ジョナサン・デイトン&ヴァレリー・ファリス                                                                    | 受賞       | [ 15 ] |
| フェニックス映画批評家協会           | トップ10作品                | トップ10作品                                                                                                 | 受賞       | [ 7 ]  |
| フェニックス映画批評家協会           | オリジナル脚本賞            | マイケル・アーント                                                                                           | 受賞       | [ 7 ]  |
| フェニックス映画批評家協会           | アンサンブル演技賞          | グレッグ・キニア、スティーヴ・カレル、トニ・コレット、ポール・ダノ、アビゲイル・ブレスリン、アラン・アーキン | 受賞       | [ 7 ]  |
| フェニックス映画批評家協会           | 若手女優賞                  | アビゲイル・ブレスリン                                                                                       | 受賞       | [ 7 ]  |
| サウスイースタン映画批評家協会       | トップ10作品                | トップ10作品                                                                                                 | 受賞       | [ 7 ]  |
| サウスイースタン映画批評家協会       | オリジナル脚本賞            | マイケル・アーント                                                                                           | 受賞       | [ 7 ]  |
| セントルイス映画批評家協会           | 作品賞                      | 作品賞 | ノミネート | N/A    |
| バンクーバー映画批評家協会           | 助演男優賞                  | アラン・アーキン                                                                                             | 受賞       | [ 7 ]  |
| バンクーバー映画批評家協会           | 助演男優賞                  | スティーヴ・カレル                                                                                           | ノミネート | [ 7 ]  |
| ワシントンD.C.映画批評家協会         | アンサンブルキャスト賞      | グレッグ・キニア、スティーヴ・カレル、トニ・コレット、ポール・ダノ、アビゲイル・ブレスリン、アラン・アーキン | 受賞       | [ 15 ] |
| ワシントンD.C.映画批評家協会         | オリジナル脚本賞            | マイケル・アーント                                                                                           | 受賞       | [ 15 ] |